# Steinfelderheistert
Steinfelderheistert ist ein Ortsteil der Gemeinde Kall im nordrhein-westfälischen Kreis Euskirchen. Südlich verläuft der Kuttenbach. Steinfelderheistert hat gut 100 Einwohner.
Der Ort gehört zur Pfarrei St. Stephanus in Sistig.

## Geschichte
Steinfelderheistert war unter dem Namen Heistert seit dem 19. Jahrhundert eine Gemeinde in der Bürgermeisterei Kall des Kreises Schleiden. Anfang der 1930er Jahre wurde die Gemeinde Heistert in die Gemeinde Sistig eingemeindet. Sistig seinerseits wurde 1969 in die Gemeinde Kall eingegliedert.

## Verkehr
Die nächste Autobahnanschlussstelle ist Nettersheim auf der A 1.
Die VRS-Buslinie 886 der RVK, die als TaxiBusPlus nach Bedarf verkehrt, stellt den Personennahverkehr mit den angrenzenden Orten und Kall sicher.
| Linie | Verlauf |
| ----- | --- |
| 886   | MiKE (außer im Schülerverkehr): (Blankenheim-Wald – Milzenhäuschen –) Marmagen – Wahlen – (Diefenbach – Steinfelderheistert – Gillenberg –) Steinfeld – Urft Bf – Sötenich – Kall Bf |

## Sagenhaftes

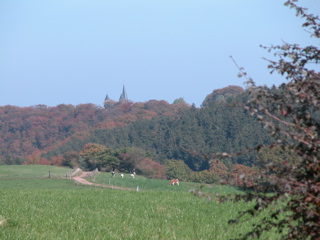
Kloster Steinfeld

Laut einer mittelalterlichen Sage aus der Zeit um 912 nach unserer Zeitrechnung wurde die Basilika im nahegelegenen Steinfeld nicht allein von Menschenhand erbaut. So soll der Graf Sibodo von Hochsteden, Herr von Altenahr, einen gar unirdischen Knappen in seinen Dienst genommen haben (Bonschariant), der seinen Herrn mit seiner Stärke und Gewandtheit in jeder Situation erfolgreich verteidigte, keine Angst zeigte und jeglicher Gefahr trotzte. Dabei stellte ihm selbst die Schwerkraft kein Hindernis entgegen und er konnte demnach weite Entfernungen durch die Luft fliegend überwinden. Dieser Eigenschaft verdankte es der Graf, dass seine todkranke Frau gerettet werden konnte, denn der Knappe organisierte binnen einer Stunde im fernen Orient das rettende Medikament aus Drachenblut mit Löwinnenmilch. Doch Undank ist der Welten Lohn und die just genesene Gattin des Grafen, im Knappen den Leibhaftigen vermutend, drängte den Gatten, um seines Seelenheiles wegen eine Kirche zu Ehren Gottes zu erbauen.
Klug wie er war, kam der Graf dem Wunsche seiner Frau nach und wählte den Bauplatz in seinem Jagdgebiet auf einer Anhöhe im Ardennenwald, die man das Steinfeld nannte. Auf die treue Hilfe seines Knappen wollte der Graf Sibido jedoch nicht verzichten und gaukelte ihm vor, dass es sich bei dem Bau der Kirche um die Errichtung eines Jagdschlosses handele. Der Knappe, im Gegensatz zum Allmächtigen nicht allwissend, verhalf der Kirche zur schnellen Fertigstellung – doch mit dem Aufsatz des Kreuzes auf dem Turm erkannte er, wofür er seine Kräfte verwendet hatte. Zornentbrannt ob dieser List warf er einen noch in seiner Hand befindlichen schweren Stein weit in das neben Steinfeld liegende Tal zwischen Steinfelderheistert und Diefenbach, den er voller Wut so zusammenpresste, dass man darin noch die Abdrücke seines Kopfes und seiner Klauen entdecken konnte. Soweit die Sage. Der „Teufelsstein“ selbst ist heute nicht mehr zu sehen, da er bei dem Bau der Straße zwischen Steinfelderheistert und Diefenbach bei den Bauarbeiten verschüttet wurde.

## Vereine
- Gartenbau- u. Verschönerungsverein Steinfelderheistert e. V. Maigeloog